# 노스캐롤라이나 대학교 채플힐

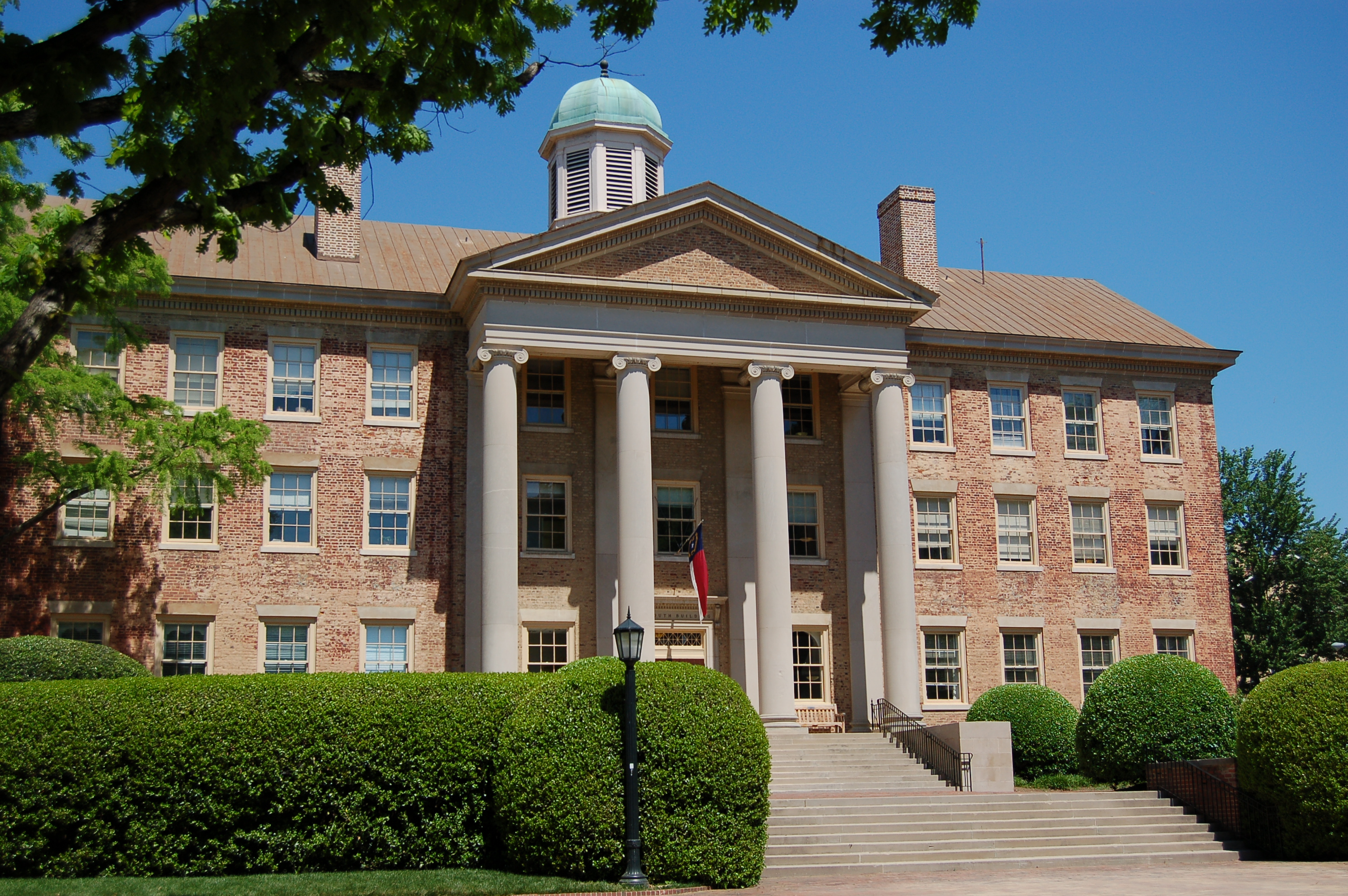
노스캐롤라이나 대학교 채플힐

노스캐롤라이나 대학교 채플힐(영어: University of North Carolina at Chapel Hill; UNC-Chapel Hill)은 미국 노스캐롤라이나주 채플힐에 있는 연구 중심 대학으로 퍼블릭 아이비리그에 속하며 약 2000개의 공립대학교들 중 UC버클리, UCLA, 미시간 앤아버 대학교, 그리고 버지니아 대학교와 함께 매년 TOP 5에 랭크되는 명문대다. 또한 2024년 미국 포브스 (Forbes)에서 기존 아이비리그에 대적하는 미국의 최상위권 명문 공립대와 사립대학교들을 ‘뉴아이비리그’로 일컫어 발표했는데, 노스캐롤라이나 대학교 채프힐 또한 뉴아이비리그에 이름을 올렸다.  
또한 UNC-Chapel Hill은 노스캐롤라이나 대학교 시스템중 본교이자 가장 크고 오래된 대학이며, 1789년 설립된 노스캐롤라이나주 최초의 고등 교육 기관이자 미국에서 가장 오래된 공립 대학이다. 
노스캐롤라이나주의 3대 학교들(DUKE, UNC, NCSU) 중 하나이며, 이 세 학교가 리서치 트라이앵글(Research Triangle)이라고 불리는 첨단산업연구단지를 형성하여 미국 내에서도 기업 및 취업 환경이 좋은 테크 허브를 조성하고 있다.
특히 의학, 간호학, 임상 병리학, 약학, 화학, 생물학, 공공보건, 바이오통계학 등의 메디컬과 바이오 부분이 강하며 언론학, 심리학, 경영학, 경제학 분야에서 큰 성과를 보였다. 몇 개의 인기학과는 전공 랭킹이 아이비리그학교들보다도 상위에 랭크되어 있을 정도로 다양한 분야에서 학문적 우수성을 자랑하는 학교다. 2024 U.S News & Report에 따르면 약 5000-6000개의 대학교 중 노스캐롤라이나 대학교 채프힐은 22위에 랭크되었으며, 공립대 중에서는 4위에 올랐다. 몇몇 학과는 미국 내 10위에 들며 학문적 위상을 입증하고있다.

## 명성
서부의 UC LA/Berkeley 남동부의 노스캐롤라이나 대학교 동부의 버지니아 대학교, 중북부의 미시간 대학교를 포함해 미국 내에서 수십년간 탑 파이브에 들어가는 공립대학교 중 하나이다. 또한 다른 미국 대학교 랭킹 지표인 Best Value College 순위에서는 미국 전체 대학교 랭킹 중 10위에 위치해 있고 웬만한 아이비리그 학부보다 높은 위치에 자리잡고 있다.
채플힐의 명성은 연구대학을 지향하는 특성상 대학원 교육에서 특히 강점을 나타낸다. US News가 발표한 2020년 미국 대학원 순위에 따르면 채플힐은 Primary Care 부문 Medical School(의학)(1위), Nursing School(간호학)(3위), Clinical Psychology(임상심리학)(2위), Biostatistics(생물통계)(8위), Pharmacy(약학)(1위), Public Health(공공보건)(2위), Sociology(사회학)(6위), Analytical Chemistry(분석화학)(2위), Accounting(회계학)(11위), Political Science(정치과학)(11위) 등 다수의 학문에서 상위권 학교로 랭크되어 있다.
2024년 US News & World Report 미국 대학 종합 순위에서 22위를 기록했으며 카네기멜런 대학, 버지니아 대학 보다 높은 순위로서 최상위권 명문 대학에 속해있다. NCES(National Center for Education Statistics)에 따른 미국의 대학이 6천개 가량인 것을 감안할 때 이는 탑티어 대학이다.
채플힐의 장학 제도의 경우 파격적인 장학금이 제공된다. 모어헤드 케인 장학금을 받게 되면, 등록금, 기숙사 비용, 식비 일체 면제에 생활 보조금까지 제공된다. 옥스퍼드에 1년 동안 교환학생으로 나갈 경우 항공료, 체제비 기타 경비까지 전액 제공된다. 그리고, 캐롤라이나 코브넌트 장학금은 저소득층 자녀를 위한 장학금으로, 연 소득 4만8천 달러까지이므로 전교생들 중 15% 이상이 혜택을 받는다. 코브넌트 장학생 역시 등록금, 기숙사 비용, 식비까지 일체 면제되고, 해외 연수 비용까지도 어느 정도 제공된다. 장학 제도가 워낙 뛰어나기 때문에, 신입생들은 일반 전형 원서들 이외에 미국의 사립대학에서 주로 사용하는 CSS 프로파일을 작성해야 한다.
채플힐과 듀크, 노스 캐롤라이나 주립대학 미국 학계 내에서 유명한 리서치 트라이앵글 지역을 형성하며 학문적 교류와 고급 인력 네트워크 형성에 이바지하고 있다.

## 역사
노스캐롤라이나 대학교 채플힐은 1789년 12월 11일 노스캐롤라이나주 의회로부터 인가를 받았으며 1793년 10월 12일 노스캐롤라이나주 중심부의 한 예배당의 잔해 부근에 세워지기 시작했다. 노스캐롤라이나 대학교 채플힐은 미국의 헌법에 따라 인가를 받은 최초의 공립 대학으로 조지아 대학교, 윌리엄 & 메리 칼리지와 함께 미국에서 가장 오래된 대학이라고 일컬어지는 세 대학 가운데 하나이며 세 대학 가운데 18세기에 학위를 수여한 유일한 유일한 대학이다.
미국 남북 전쟁이 벌어지는 동안 노스캐롤라이나주의 주지사 데이비드 로리 스웨인은 아메리카 연합국의 대통령 제퍼슨 데이비스에게 몇몇 학생들을 징집에서 면제해 줄 것을 요청해 아메리카 연합국에서 계속 문을 연 일부 대학 가운데 한 곳이 됐다. 그러나 채플힐은 전쟁이 벌어지는 동안 남부의 어떤 지역보다도 많은 인구를 잃었고, 학생수를 회복할 수 없게 되자 재건 시대에 1870년 12월 1일부터 1875년 9월 6일까지 문을 닫게 됐다.
1931년 3월 27일 노스캐롤라이나 대학교 채플힐의 총장 프랭크 포터 그레이엄의 회의론에도 불구하고 노스캐롤라이나 대학교 채플힐과 농업 기술 주립 대학(State College of Agriculture and Engineering), 노스캐롤라이나 여자대학(Woman's College of the University of North Carolina)을 합쳐 통합 노스캐롤라이나 대학교를 만드는 법안이 통과됐다. 1963년에 통합 대학교는 완전한 혼성교육 체제를 도입했다. 여자대학은 노스캐롤라이나 대학교 그린스보로가 됐고, 노스캐롤라이나 대학교는 노스캐롤라이나 대학교 채플힐이 됐다.
1960년대에 대학은 주요 정치 시위의 현장이었다. 1964년 민권법이 통과되기 전 인종 분리 정책과 관련된 시위들은 집단 시위와 소요 사태를 일으켰다. 사회불안으로 인해 1963년 노스캐롤라이나 대학교의 캠퍼스에서 공산주의자들의 발언을 금지시키는 연설자 금지법(Speaker Ban Law)이 통과됐다. 노스캐롤라이나 대학교 채플힐의 총장 윌리엄 브랜틀리 에이콕 등은 즉시 이 법에 대해 비판했으나, 노스캐롤라이나주 의회는 1965년이 되기 전까지 이 법을 재검토하지 않았다. 노스캐롤라이나주 의회는 드문 정도로 연설자들의 방문을 허용하도록 법을 수정했으나 학생회를 회유하는 데에는 실패했고, 특히 새 총장 폴 프레더릭 샤프가 마르크스주의자 연설자인 허버트 앱테커와 시민 자유 운동가인 프랭크 윌킨슨을 초청해 연설하도록 한 결정을 대학 이사회가 기각하자 학생회는 수그러들지 않았다. 학생회장 폴 딕슨이 주도해 노스캐롤라이나 대학교 채플힐의 학생 단체는 미국연방법원에 소송을 제기했고, 1968년 2월 20일에 연설자 금지법은 없어졌다. 1969년에는 르누아르관의 식당 노동자들이 그들의 고용에 영향을 미친 인종 차별에 항의하며 파업을 일으켜 학생들과 대학 구성원들의 지지를 얻었다.
1990년대부터 노스캐롤라이나 대학교 채플힐의 학생 수는 크게 증가했고, 2007년에는 2만 8천명을 넘어섰다. 이에 따라 '캐롤라이나 퍼스트(Carolina First)' 기금 모금 행사를 통해 적립된 기부금 등으로 새로운 건물들이 지어졌다. 2007년 교수 올리버 스미시스가 노벨 생리학·의학상을 받았고, 2015년에는 교수 아지즈 산자르가 노벨 화학상을 받았다.

## 학문

### 입학

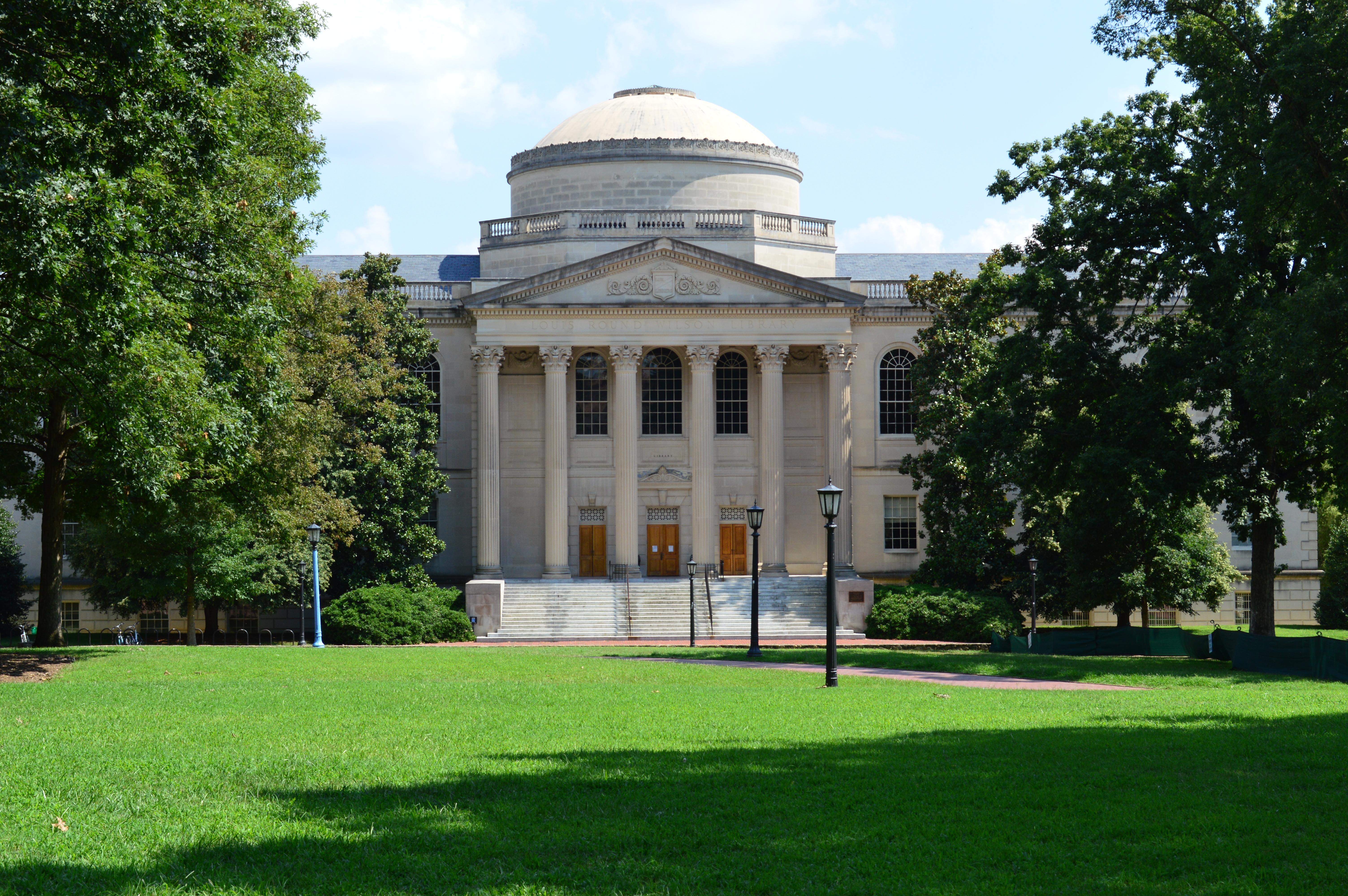
루이스 라운드 윌슨 도서관

《U.S. 뉴스 & 월드 리포트》는 노스캐롤라이나 대학교 채플힐의 입학 절차를 '매우 선별적'이라고 평가했다. 2017년 가을 학기에 입학한 신입생들의 경우 40,918명의 지원자 가운데 9,709명이 합격해 24%의 합격률을 보였으며, 이들 가운데 4,335명이 등록했다. 여학생이 61%를 차지했으며 남학생은 39%였다. 2022년에는 57,219명이 지원해 16.8%만이 합격 하였으며 이중 43.1%가 노스캐롤라이나주에 거주하는 지원자들이다.해를 거듭할수록 합격률이 낮아지고 있으며 학교 랭킹은 올라가는 추세이다.
특히 유학생 입학이 어렵기로 유명하며 전체 학생의 6% 정도만 유학생이다. 한국어를 사용하는 비율은 외국인 학생 중에서도 1%로 2023년 전체 신입학 학생의 수가 5602명임을 감안할 때 학교에서 발표한 수치로만 단순 계산하면 한국인 유학생은 학년당 약 3명 정도이다. 그러다 보니 한국 유학생에게는 아이비리그에 합격을 하고도 노스캐롤라이나 대학교 채플힐에는 떨어지는 경우를 볼 수 있다. 탑티어 명문대임에도 한국에는 잘 알려지지 않은 이유이기도 하다.

### 교과과정
노스캐롤라이나 대학교 채플힐은 71개의 학사 학위 과정과 107개의 석사 학위 과정, 74개의 박사 학위 과정을 제공한다. 노스캐롤라이나 대학교 채플힐은 노스캐롤라이나주에서 두 번째로 큰 대학이며, 노스캐롤라이나주의 100개 군과 49개 주, 47개 나라에서 온 2만 8천여 명의 학생들이 다니고 있다. 주 법에 따르면 1학년 가운데 노스캐롤라이나주 출신의 학생 비율이 82% 이상이 돼야 한다. 학부생 가운데 약 30%는 소수인종이며 국제 학생의 지원은 2004년 702건에서 2009년 1,629건으로 2배 이상 늘었다. 노스캐롤라이나 대학교 채플힐에서 인기있는 전공은 생물학과 경영학, 저널리즘, 정치학이다.
학부 교육 과정에서 모든 학생들은 2006년부터 시행된 '관계 만들기 커리큘럼(Making Connections curriculum)'에 따라 많은 일반 교양 과정을 이수해야 한다. 모든 학생들은 영어와 사회학, 역사학, 외국어, 수학, 자연과학 수업들을 들어 반드시 폭넓은 자유과 교육을 받아야 한다.

### 순위와 명성
2024년 US News & World Report는 UNC-Chapel Hill을 공립 대학 중 4위로 선정했다. Wall Street Journal은 UNC-Chapel Hill을 3번째로 좋은 공립으로 선정했다. 노스캐롤라이나 대학교 채플힐(UNC-Chapel Hill)은 퍼블릭 아이비리그 Original Eight에 속한 학교다. 
2010년《U.S. 뉴스 & 월드 리포트》는 노스캐롤라이나 대학교 채플힐을 미국의 공립 대학 가운데 5위로 뽑았다. 1985년에는 퍼블릭 아이비 대학으로 뽑혔으며, 2001년에도 퍼블릭 아이비 대학으로 선정됐다. 2016년 《U.S. 뉴스 & 월드 리포트》는 노스캐롤라이나 대학교 채플힐 경영대학원의 MBA 과정을 미국 내 16위로 뽑았다. 노스캐롤라이나 대학교 채플힐은 2017년 세계 대학 학술 순위에서 33위를, QS 세계 대학 순위에서 78위를 기록했다.

### 단과대학
- 문리과대학(College of Arts & Sciences)
- 대학원(Graduate School)
- 키넌플래글러 경영대학원(Kenan-Flagler Business School)
- 치의학대학원(School of Dentistry)
- 교육대학원(School of Education)
- 행정대학원(School of Government)
- 정보대학원(School of Information & Library Science)
- 언론대학원(School of Journalism & Mass Communication)
- 법학대학원(School of Law)
- 의학대학원(School of Medicine)
- 간호대학원(School of Nursing)
- 약학대학원(School of Pharmacy)
- 공공보건대학원(School of Public Health)
- 사회사업대학원(School of Social Work)

## 운동부
노스캐롤라이나 대학교 채플힐의 운동부는 타르힐스(Tar Heels)라고 불린다. 전미 대학 체육 협회(NCAA) 디비전 I의 애틀랜틱코스트 컨퍼런스(Atlantic Coast Conference; ACC)에 속해 있으며 ACC의 모든 종목에 참여하고 있다. 남자 운동부의 경우 야구, 농구, 크로스컨트리, 펜싱, 미식축구, 골프, 라크로스, 축구, 수영, 테니스, 육상, 레슬링이 있으며 여자 운동부는 농구, 크로스컨트리, 펜싱, 필드하키, 골프, 체조, 라크로스, 조정, 축구, 소프트볼, 수영, 테니스, 육상, 배구가 있다. NBA 선수 빈스 카터, 제임스 워디, 마이클 조던, 여자 축구 선수 미아 햄, 크리스틴 릴리 등을 배출했다.

## 저명한 동문
정계의 경우 미국의 제11대 대통령을 지낸 제임스 K. 포크, 미국의 제13대 부통령을 지낸 윌리엄 R. 킹, 미국 항공우주국 국장이자 아폴로 계획의 담당자 제임스 E. 웨브 등을 배출했다.
대중문화의 경우 배우 앤디 그리피스와 존 포사이드, 한국계 미국인 켄 정, 작가 셸비 푸트 등이 있다. 그 밖에 펩시를 처음 만든 케일럽 브래드햄 등이 있다.

## 같이 보기
- 노스캐롤라이나주의 대학 목록

## 참고 자료
- Snider, W. D. (1992). Light on the Hill: A History of the University of North Carolina at Chapel Hill. Chapel Hill, NC: UNC Press.